# Paectes subapicalis
Paectes subapicalis là một loài bướm đêm trong họ Noctuidae.